# Lasse Andersson
Lasse Bredekjær Andersson (Copenaghen, 11 marzo 1994) è un pallamanista danese, terzino sinistro del Füchse Berlino e della nazionale danese.

## Palmares

### Club

#### Competizioni nazionali
- Håndboldligaen: 2

Kolding: 2013-14,2014-15
- Coppa di Danimarca: 1

Kolding: 2012-13
- Liga ASOBAL:

Barcellona: 2016-17, 2017-18, 2018-19, 2019-20
- Coppa del Re:

Barcellona: 2016-17, 2017-18, 2018-19, 2019-20
- Coppa ASOBAL:

Barcellona: 2016-17, 2017-18, 2018-19, 2019-20
- Supercoppa spagnola:

Barcellona: 2016, 2017, 2018, 2019
- Supercoppa tedesca: 1

Füchse Berlino: 2024
- Handball-Bundesliga: 1

2024-25

#### Competizioni internazionali
- IHF Super Globe: 3

Barcellona: 2017, 2018, 2019
- European League: 1

Füchse Berlino: 2022-23

### Nazionale
- Olimpiadi

 Parigi 2024
 Tokyo 2020
- Mondiali

 Egitto 2021, Croazia, Danimarca e Norvegia 2025
- Europei

 Slovacchia e Ungheria 2022